# VK Ferram Opava
Le Volejbalový Klub Opava était un club tchèque de volley-ball qui a disparu en 2009, il était basé à Opava et évoluait au plus haut niveau national (Extraliga).

## Palmarès
- Championnat de Tchéquie : 2006
- Coupe de Tchéquie : 2005

## Effectif de la saison en cours
Entraîneur : ?
| Numéro | Nom              | Taille | Nationalité | Poste |
| 1      | Jan RODEK        | x,xx   | Tchéquie    | P     |
| 2      | Aleš PATÁK       | 2,02   | Tchéquie    | R/A   |
| 4      | Michal SUBUKA    | 1,98   | Tchéquie    | C     |
| 6      | Josef PIOVARČI   | 2,06   | Slovaquie   | C     |
| 8      | Marek TOMÁŠ      | 1,96   | Tchéquie    | R/A   |
| 9      | Adam KURIAN      | 2,02   | Pologne     | A     |
| 10     | Tomáš PLICHTA    | 1,95   | Slovaquie   | R/A   |
| 11     | Martin DEMAR     | 2,00   | Tchéquie    | C     |
| 12     | Michal MASNÝ     | 1,82   | Slovaquie   | P     |
| 14     | Michal PROVASNÍK | 1,88   | Tchéquie    | P     |
| 18     | Vladimir KYSELA  | 1,91   | Slovaquie   | L     |